# Draskovits Miklós (országbíró)
Gróf takostyáni Draskovits/Drakovich Miklós (?, 1630 körül – Pozsony, 1687. november 8.) magyar főnemes, 1681-től 1687-ig országbíró.

## Élete
Draskovich János nádor és Thurzó Borbála fia. Magyarországi tanulmányok után Itáliába ment, és 1648-tól 1652-ig a Bolognai Egyetemen tanult testvérével, Draskovich Jánossal. Hazatérte után évekkel, 1662-ben kapcsolódott csak be az országos politikába. 1666-tól 1681-ig Moson vármegye főispáni tisztségét, 1670-tól 1673-ig Árva vármegye főispánságát és az árvai közbirtokosság gondnoki székét töltötte be. Ezekkel párhuzamosan 1662-től 1681-ig főajtónállómester is volt. Az országbírói tisztségbe 1681-ben került, és haláláig meg is tartotta azt.
Már 1677-ben szembehelyezkedett I. Lipót magyar király abszolutisztikus törekvéseivel, és követelte az országgyűlés összehívását. Az 1680-as években bekapcsolódott a Magyarország felszabadításáért zajló háborúba, és részt vett Buda visszafoglalásában is (1686). 1683-ban egy időre Thököly Imre pártjára állt, 1687-ben pedig a pozsonyi országgyűlésen keményen felszólalt a Habsburgok örökös uralmának törvényi keretekbe iktatása ellen is. Ezen az országgyűlésen hunyt el  nem sokkal később. Váratlan halálát agyvérzés okozta.
A legenda szerint október 31., midőn a magyarok ősi királyválasztási jogukról lemondottak és I. Lipót király óhajtására az alkotmány fenntartásának feltétele mellett Magyarország kormányát, kevés és végre csak Draskovits ellenmondása mellett, örökségileg a Habsburg házhoz kötötték, e miatti búbánatában másnap gutaütés következtében meghalt.
A művelt főúr a magyaron kívül beszélte a latin, a német, a francia, az olasz, és a spanyol nyelvet is.
Első felesége Homonnai Drugeth Borbála volt. Az ő halála után vette el Nádasdy Krisztinát. 2 fia született.

## Munkái
Mint nagy tudományú érmész volt ismeretes; midőn Chiffletius Henrik, Otho római császár rézpénzének valódiságáról akarván meggyőződni, III. Ferdinánd császárhoz fordult, ez a dolognak megvizsgálásával D. M. főkomornyikját bízta meg, ki ez ügyben 1655-ben Bécsből a császárhoz, ki akkor Pozsonyban tartózkodott, levelet küldött, melyet Chiffletius: De Othonibus acreis. Antverp. 1656. c. munkájába fölvett.
Nejével, gróf Nádasdy Krisztinával együtt fiuk nevelőjének szóló magyar instructiót írtak Tömördön, 1679. ápr. 26., melyet Paur Iván a Sopron című lapban tett közzé (1879. 53. sz.).